# Gruta Azul (Malta)
La gruta Azul (en maltés: That il-Hnejja)  se trata en realidad de una serie de cavernas marinas en la costa sur del país europeo de Malta, al oeste del puerto Wied iz-Żurrieq, cerca del pueblo de Zurrieq. Se encuentra justo al otro lado del pequeño islote deshabitado de Filfla.
Todos los días desde el amanecer hasta horas del mediodía un espectáculo único se puede observar aquí. La ubicación de la cueva junto con la luz del sol lleva a la "duplicación" del agua que muestra numerosos matices de azules. Varias cavernas espejo tienen brillantes colores fosforescentes, otras cavernas muestran una profunda sombra oscura de color azul. 
La gruta Azul es un destino popular para los turistas en la isla de Malta. También fue utilizado para una escena de la película Troya en 2004, protagonizada por Brad Pitt.